# 나산고등학교
나산고등학교(羅山高等學校)는 전라남도 함평군 나산면 삼축리에 있었던 공립 고등학교이다.

## 학교 연혁
- 1961년 4월 20일 : 나산중학교 개교, 초대 교장 김동식 선생 취임
- 1966년 11월 19일 : 학교법인 실림학원 설립인가
- 1984년 11월 27일 : 나산고등학교 설립 인가
- 2011년 2월 3일 : 제7대 교장 서인규 선생 취임
- 2012년 2월 8일 : 제25회 졸업식 거행(총 2012명 배출)
- 2013년 2월 6일 : 제26회 졸업식 거행(총2074명 배출)
- 2014년 2월 6일 : 제27회 졸업식 거행(총2136명 배출)
- 2014년 3월 1일 : 나산고등학교 공립 전환
- 2016년 2월 29일 : 32년만에 폐교[1]

## 참고 자료
- 나산고등학교 - 한국교육학술정보원 학교알리미